# Família Trump
A família de Donald Trump, 45º e 47° presidente dos Estados Unidos (2017–2021; 2025–presente) e dono da Trump Organization, é uma família americana de ascendência alemã e escocesa que é atualmente a Primeira Família da América desde 20 de janeiro de 2025, tendo sido entre os anos de 2017 a 2021. Eles são ativos em negócios, entretenimento, política e imóveis. Donald Trump, sua terceira esposa Melania e seu filho Barron foram a primeira família durante sua presidência. O pai de Trump, Fred, era filho de imigrantes alemães, enquanto sua mãe Mary Anne MacLeod era uma imigrante escocesa. Trump tem cinco filhos de três esposas e dez netos.

## Primeira geração
- Frederick Trump (1869-1918), avô de Donald Trump, nasceu em Kallstadt (Alemanha) e emigrou para Nova Iorque em 1885. A Corrida do Ouro de Klondike o levou para Whitehorse (Yukon), no Canadá, onde ganhou muito dinheiro. Nascido com o nome de Frederich Drumpf, era filho de Johannes Drumpf (1829-1877) e Katherina Kober (1836-1922).[1]

- Elizabeth Christ Trump (1880-1966), avó de Donald Trump. Nascida em Kallstadt, Alemanha, era filha de Philip Christ (1856-1908) e Ana Maria Anton (nascida em 1857).[1]

## Segunda geração
Filhos de Frederick Trump e Elizabeth Christ Trump:
- John George Trump (1907-1985), tio de Donald Trump.

Esposa de John George Trump:
- Elora Gordon Sauerbrun Trump (1913-1983).

- Fred Trump (1905-1999), pai de Donald Trump, fez fortuna no ramo da construção civil através de subsídios públicos e benefícios fiscais. Fred construiu prédios nos bairros do Brooklyn e do Queens, em Nova Iorque, terminando as obras por um valor abaixo do orçamento financiado pelo Estado.

Esposa de Fred Trump:
- Mary Anne MacLeod (1912-2000), mãe de Donald Trump, nasceu em Lewis (Escócia), nas Terras Altas (Escócia), e imigrou para Nova Iorque em 1930, onde conheceu Fred Trump e casaram em 1936. Chegou a Nova Iorque com um visto de imigrante para obter residência permanente. Três de suas irmãs já se encontravam nos Estados Unidos. No povoado em que Mary Anne MacLeod vivia, no final da Primeira Guerra Mundial, a maior parte dos homens morreu em um naufrágio e muitas mulheres decidiram imigrar para os Estados Unidos e para o Canadá com intenção de casar. Era filha de Malcolm MacLeod (1866-1954) e Mary Smith (1867-1963).

## Terceira geração
Filhos de Fred Trump e Mary Anne MacLeod:
Fred Trump Jr, irmão mais velho de Trump, atuou no ramo de construção junto com o pai, mas morreu aos 43 anos de idade por complicações do alcoolismo.
- Maryanne Trump Barry (1937), irmã de Donald Trump e magistrada do Terceiro Circuito de Cortes de Apelação dos Estados Unidos.
- Donald Trump (1946), 45.º e 47.º presidente dos Estados Unidos.

Ex-esposas de Donald Trump:
- Ivana Trump (1949-2022), ex-modelo da Checoslováquia e ex-esposa (de 1977 a 1992) de Donald Trump.
- Marla Maples (1963), ex-esposa (de 1993 a 1999) de Donald Trump.

Esposa de Donald Trump:
- Melania Trump (1970), ex-modelo da Eslovênia, conheceu Donald Trump em uma festa do Fashion Week em 1998 e se casaram em 2005.

## Quarta geração
Filhos e filhas de Donald Trump:
Filhos do primeiro casamento:
- Donald Trump, Jr. (1977), filho de Donald Trump e Ivana Trump.
- Ivanka Trump (1981), filha de Donald Trump e Ivana Trump.
- Eric Trump (1984), filho de Donald Trump e Ivana Trump.

Filha do segundo casamento:
- Tiffany Trump (1993), filha de Donald Trump e Marla Maples.

Filho do terceiro casamento:
- Barron Trump (2006), filho de Donald Trump e Melania Trump.